# حقن مكروي
الحقن المِكروي يشير إلى عملية استخدام جهاز الميكروببتيد الزجاجي لإدخال مواد في المستوى المجهري أو الماكروسكوبي إلى خلية حية. وهي عملية ميكانيكية بسيطة يتم فيها إدخال إبرة، يتراوح قطرها بين 0.5 إلى 5 ميكرومتر، إلى غشاء الخلية و/أو الغلاف النووي. ثم تُحقن المواد المطلوبة في الدوين الخلوي المرغوب، ثم تُنزع الإبرة. عادةً ما تتم عملية الحقن المِكروي تحت بيئة ميكروسكوب مخصصة تسمى الميادية المجهرية. تستخدم هذه العملية بشكل متكرر على أنها ناقل في الهندسة الوراثية والتعديل الوراثي، لإدخال المادة الجينية في خلية واحدة. كما يمكن استخدام الحقن المِكروي في استنساخ الكائنات، ودراسة التركيب البيولوجي للخلايا والفيروسات. كما تستخدم الأجهزة المجهرية والميكروشعرية لتوصيل الحمض النووي (DNA) إلى الجبلة المجردة.